# Thomas Cole
Thomas Cole, angleško-ameriški slikar, * 1. februar 1801, Bolton, Lancashire, Anglija, † 11. februar 1848, Catskill, New York. 
Bil je utemeljitelj ameriške krajinarske slikarske šole Hudson River School, umetniškega gibanja, ki je cvetelo v sredini 19. stoletja. Tako šola kot tudi njegova dela so bila znana po upodabljanju divje, nedotaknjene narave v realističnih podrobnostih, pogosto pa so prisotne tudi teme romantike in verska motivika.

## Mladost
Leta 1818 je njegova družina emigrirala v ZDA in se naselila v mestu Steubenville v Ohiu, kjer se je spoznal z grobimi osnovami slikarstva od potujočega slikarja portretov z imenom Stein. Kljub temu je imel le malo uspeha s slikanjem portretov, zato se je preusmeril na slikanje pokrajin, po tem pa se je učil dve leti na Pennsylvania Academy of the Fine Arts. Njegove slike pokrajin, razstavljene v neki trgovini v New Yorku, so leta 1825 pritegnile polkovnika Johna Trumbulla in slikarja Asherja B. Duranda, ki sta ga povezala s številnimi uglednimi in bogatimi ljudmi, kot sta Robert Gilmor in Daniel Wadsworth, ter mu tako zagotovila prihodnji uspeh.

## Delo
Leta 1826 se je Cole nastanil v mestu Catskill v New Yorku, na zahodnem bregu reke Hudson. Od tam je pogosto peš potoval skozi severnovzhodni del ZDA in risal skice pokrajin; primer take slike je The Oxbow. Njegove slike doline rek Hudson izražajo samoto in skrivnostnost severnoameriških gozdov. Sposoben je bil izrisovanja vseh podrobnosti pokrajine, poleg tega pa je s pomočjo porazdelitve svetlobe (npr. preko chiaroscura, razdelitve svetlobe in sence pri obrisih upodobljenih predmetov) upodobil veličastne in dramatične vizualne prikaze. Morebitna prisotnost ljudi na sliki je vedno v podrejeni vlogi napram veličastnosti pokrajine.
V letih od 1829-32 in od 1841-42 je živel v tujini, v glavnem v Italiji, kjer je skupaj z ameriškim kiparjem Horatiem Greenoughom živel v Firencah. Po prvem povratku v ZDA je začel slikati tudi alegorična dela, med katerimi sta najbolj znani seriji The Course of Empire, pri kateri je v petih slikah prikazana ista pokrajina skozi generacije, od časa divjine preko vzpona cesarstvo do njegovega propada, ter The Voyage of Life, ki v štirih slikah prikazuje simbolično potovanje od otroštva do starosti. Znana je tudi slika The Garden of Eden (Edenski vrt), v kateri je bogato upodobil življenjsko okolje Adama in Eve s slapovi, zelenečimi rastlinami in srnjadjo. Malo pred njegovo smrtjo je začel slikati serijo z naslovom The Cross and the World, ki je zajemala versko tematiko.

## Zasebno življenje in druga zapuščina
Po letu 1827 je svoj slikarski atelje preselil na farmo v Catskillu, imenovano Cedar Grove, kjer je naredil večino svojega dela. Leta 1836 se je poročil z meščanko Mario Bartow in v naslednjih letih imel z njo pet otrok.
Četrti najvišji hrib pri Catskillu so njemu v čast poimenovali Thomas Cole Mountain, farma Cedar Grove, znana tudi pod imenom Thomas Cole House, pa je bila leta 1999 razglašena za nacionalno zgodovinsko mesto in je sedaj odprta za javnost.

## Izbor slik
- The Oxbow (1836)
- The Titan's Goblet (1833)
- The Course of Empire - The Consummation of Empire (1836)
- The Garden of Eden (1828)
- L'Allegro (1845)
- Home in the Woods (1847)
- The Voyage of Life Childhood (1840)
- Romantic Landscape with Ruined Tower (1832-36)